# Бахмаро
Бахмаро́ (груз. ბახმარო) — горный посёлок городского типа (даба) и курорт в Чохатаурском муниципалитете края Гурия, Грузия. Находится на высоте около 2000 метров над уровнем моря и известно своим целебным климатом. Популярно в Грузии как горный курорт для лёгочных заболеваний, сезон длится с конца июня по начало сентября.
В советское время курорт практически не развивался, большинство домов обветшало и пришло в упадок. В период правления президента Михаила Саакашвили в селе было построено несколько объектов туристической инфраструктуры. В 2018 году премьер-министр Мамука Бахтадзе объявил о разработке плана развития курорта.
Село известно необычной для Грузии конструкцией деревянных домов, приподнятых над землёй на деревянных опорах на полтора-два метра.